# Käämijänpolun puisto
Le parc du sentier de l'enrouleur (finnois : Käämijänpolun puisto) est un parc du quartier district de Ristinummi à Vaasa en Finlande.

## Présentation
De vieux sorbiers donnent au parc une atmosphère semi-ombragée. 
Le parc dispose d'une variété d'équipements pour les activités de plein air et l'exercice pour les personnes âgées et d'une aire de jeux pour enfants.